# Xavier Deschacht
Xavier Deschacht (Gent, 28 mei 1985) is een voormalig Belgische voetballer. Xavier is de jongere broer van Olivier Deschacht en begon net als zijn broer bij SC Begonia Lochristi. In tegenstelling tot zijn broer was Xavier een aanvaller. Tegenwoordig is hij sportief manager bij SK Lochristi.

## Biografie
Aanvankelijk zag de spelerscarrière van Xavier er gelijkaardig uit zoals die van zijn broer Olivier: Xavier trok ook naar AA Gent om dan uiteindelijk bij KSC Lokeren terecht te komen. Vanaf daar scheidden hun wegen echter: Olivier trok naar RSC Anderlecht, terwijl Xavier doorstroomde naar de A-kern van Lokeren. Op 5 december 2004 maakte Deschacht zijn debuut in Eerste klasse: tegen KV Oostende viel hij in de 70e minuut in voor João Carlos Pinto Chaves.
In 2007 vertrok Deschacht bij Lokeren en tekende hij voor tweedeklasser KMSK Deinze. Na de degradatie van Deinze in 2009 trok hij naar reeksgenoot KV Oostende. Bij de kustploeg scoorde hij in zijn debuutseizoen echter amper twee competitiedoelpunten, waarop hij een jaar later al verhuisde naar derdeklasser Sportkring Sint-Niklaas. Daar ontpopte hij zich in het seizoen 2010/11 tot een frequent doelpuntenmaker. Mede dankzij zijn doelpunten promoveerde Sint-Niklaas dat jaar naar Tweede klasse. In de Tweede Divisie kon Deschacht zich echter niet doorzetten, waarop hij in juli 2012 weer afzakte naar Derde klasse: hij tekende bij z'n ex-club KMSK Deinze. Hij keerde in 2015 terug naar Sint-Niklaas, dat toen alweer was teruggezakt naar Derde Klasse. Sinds 2017 speelde Deschacht bij eersteprovincialer SK Berlare waar hij zijn spelerscarrière afsloot in 2021.
Sinds september 2021 is Xavier Deschacht sportief manager bij SK Lochristi dat uitkomt in de Derde Afdeling.